# Fantagraphics Books

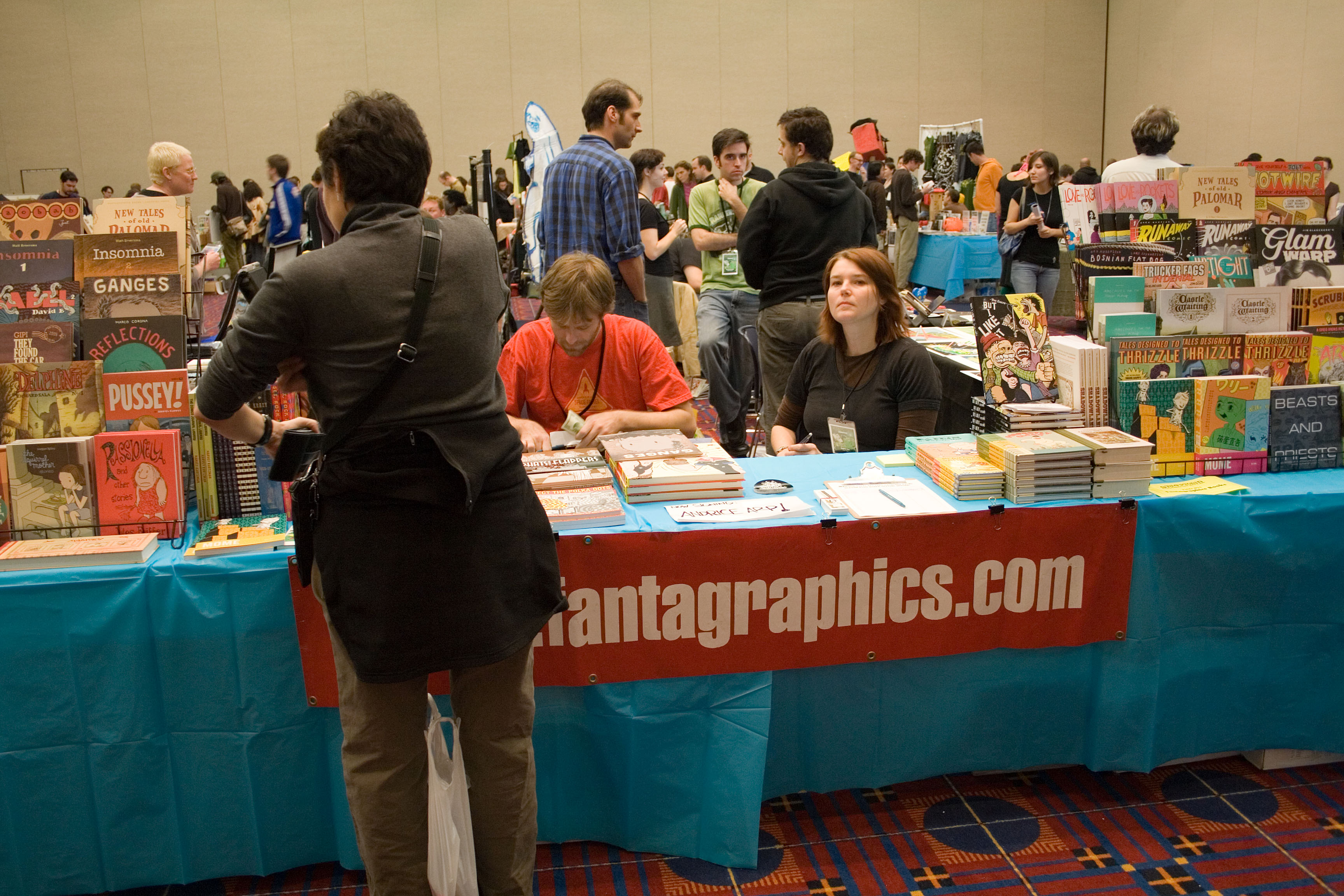
O estande da Fantagraphics no Festival dos Quadrinhos Stumptown de 2006.

Fantagraphics Books é uma editora americana de banda desenhada alternativa, antologias de clássicas tiras de jornal, revistas, romances gráficos, assim como quadrinhos para adultos sob o selo Eros Comix.
Entre muitas outras, é a editora da série Love and Rockets.
A companhia está atualmente localizada no bairro Maple Leaf, em Seattle, Washington.

## Eros Comix
Eros Comix é um selo de quadrinhos com temas eróticos orientados para adultos e editado pela Fantagraphics Books, o selo foi estabelecido em 1990.